# Sosręb

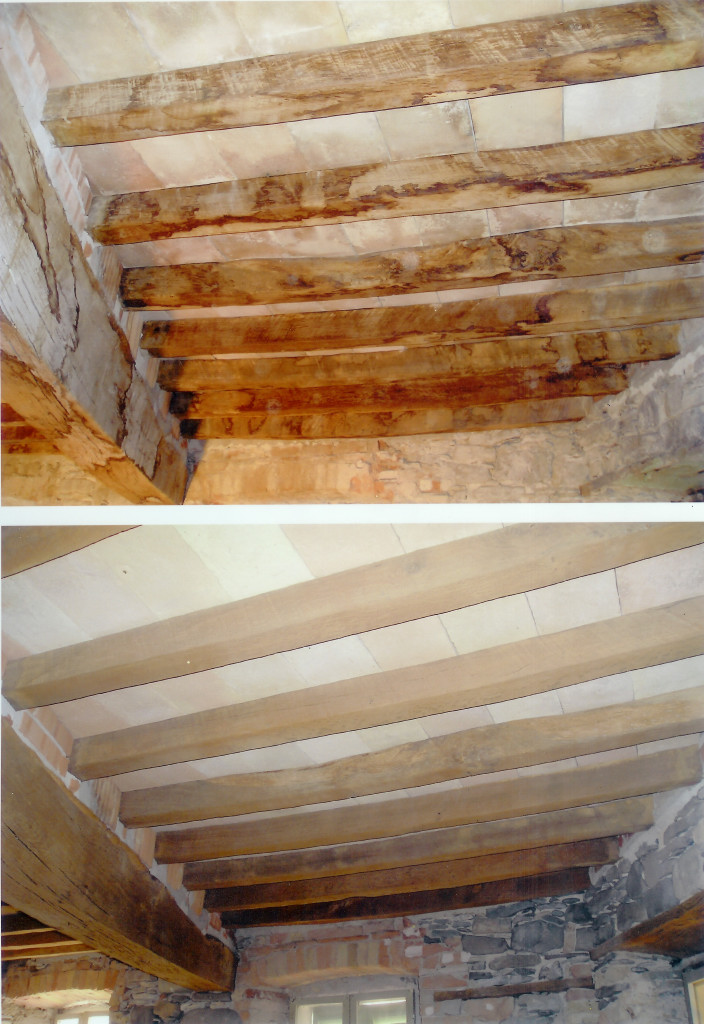

Sosręb, sosrąb, siestrzan, tragarz, stragarz, podciąg – główna belka w stropie drewnianym. Biegnie w kierunku poprzecznym pod belkami stropowymi. Zazwyczaj ma większy przekrój.
W przeszłości sosręb często pełnił funkcję ozdobną. Umieszczano na nim datę wzniesienia budynku, opatrywano go gmerkiem cieśli, lub nazwiskiem właściciela, bywał też pokryty ornamentem albo zdobiony sentencjami i życzeniami. Do dzisiaj występuje w drewnianym budownictwie regionalnym, zwłaszcza na terenie Karpat (m.in. Podhala) i ich pogórza.
Liczba tragarzy – w budownictwie drewnianym krakowiaków zachodnich – zawsze była nieparzysta, co miało zapewnić domostwu szczęście. W większej izbie powała opierała się na pięciu tragarzach, w kuchni na trzech a w sieni na jednym.
Przykład inskrypcji w domu z Przegini Duchownej. Dom został przeniesiony do Nadwiślańskiego Parku Etnograficznego w Wygiełzowie.

pobłogosław Boze tomoie Mieszkanie zachoway Ognia Swięty Floryanie d 25 Lipca 1862 Roku Dałes mi Boze ztwoiey
Opatrzności dayze itemu Którymi zazdrosci. Umar Jezus NaKrzyżu tak bardzo zranio ny Dlaciebie Grzesniku zebys był zbawiony.
Kto w tem Domu będziez Mieszkalnikiem fonDaToRoWie Mikołay I Maryjanna Marchewkowie Pamientay abys był Matky Bosky milosnikiem